# حاجی‌مرتضی‌کندی
حاجی‌مرتضی‌کندی روستایی است که در استان اردبیل، شهرستان پارس‌آباد، بخش تازه‌کند، دهستان محمودآباد قرار دارد.

## جمعیت
بر اساس سرشماری سال ۱۳۸۵ جمعیت این روستا ۳۲۲ نفر با ۶۷ خانوار بوده‌است.